# Ezel (molen)
De vangbalk van een windmolen zit vooraan met een scharnierpunt vast in de voorste hanger, ook wel ezel genoemd.
In een bovenkruier hangt de ezel aan het rechtervoeghout, in een standerdmolen aan de daklijst en steenlijst en in een wipmolen aan de waterlijst en steenlijst. De ezel kan voorzien zijn van een vast draaipunt of met een schuif. Bij dit laatste is de vangbalk ook in de schuif verstelbaar.

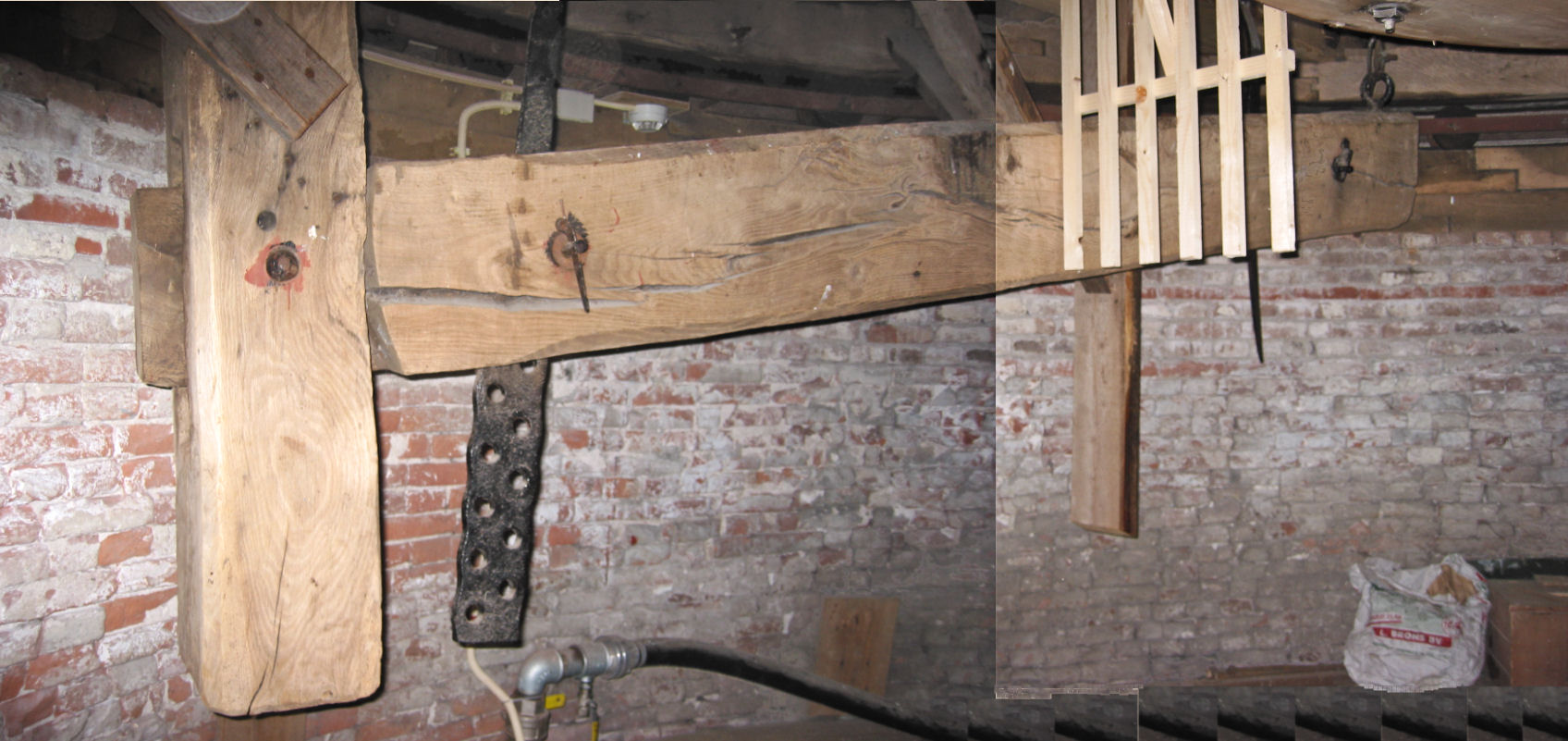
Vangbalk met links de ezel met vast draaipunt van De Hoop in Garderen
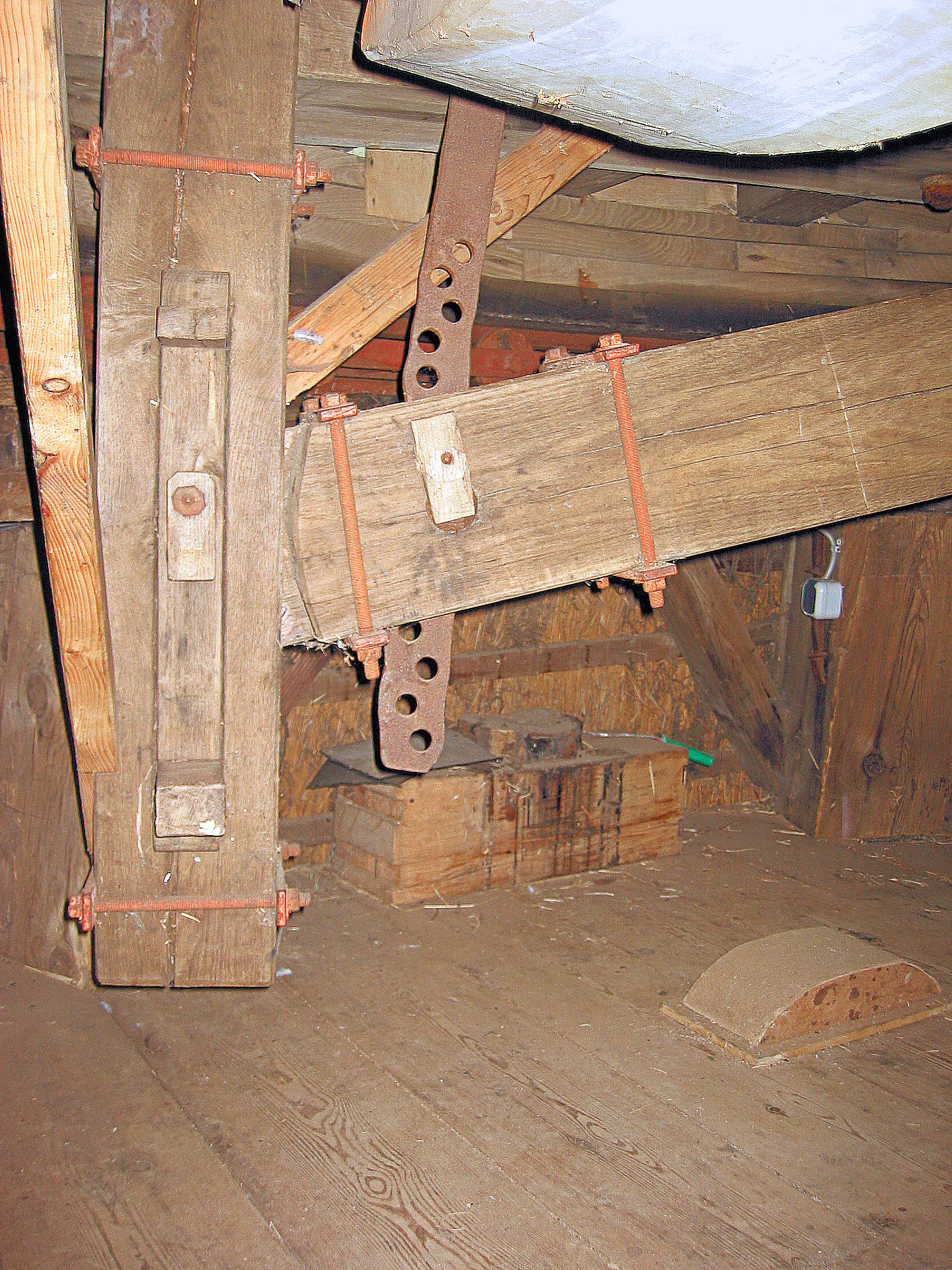
Ezel met schuif van de Walderveense molen
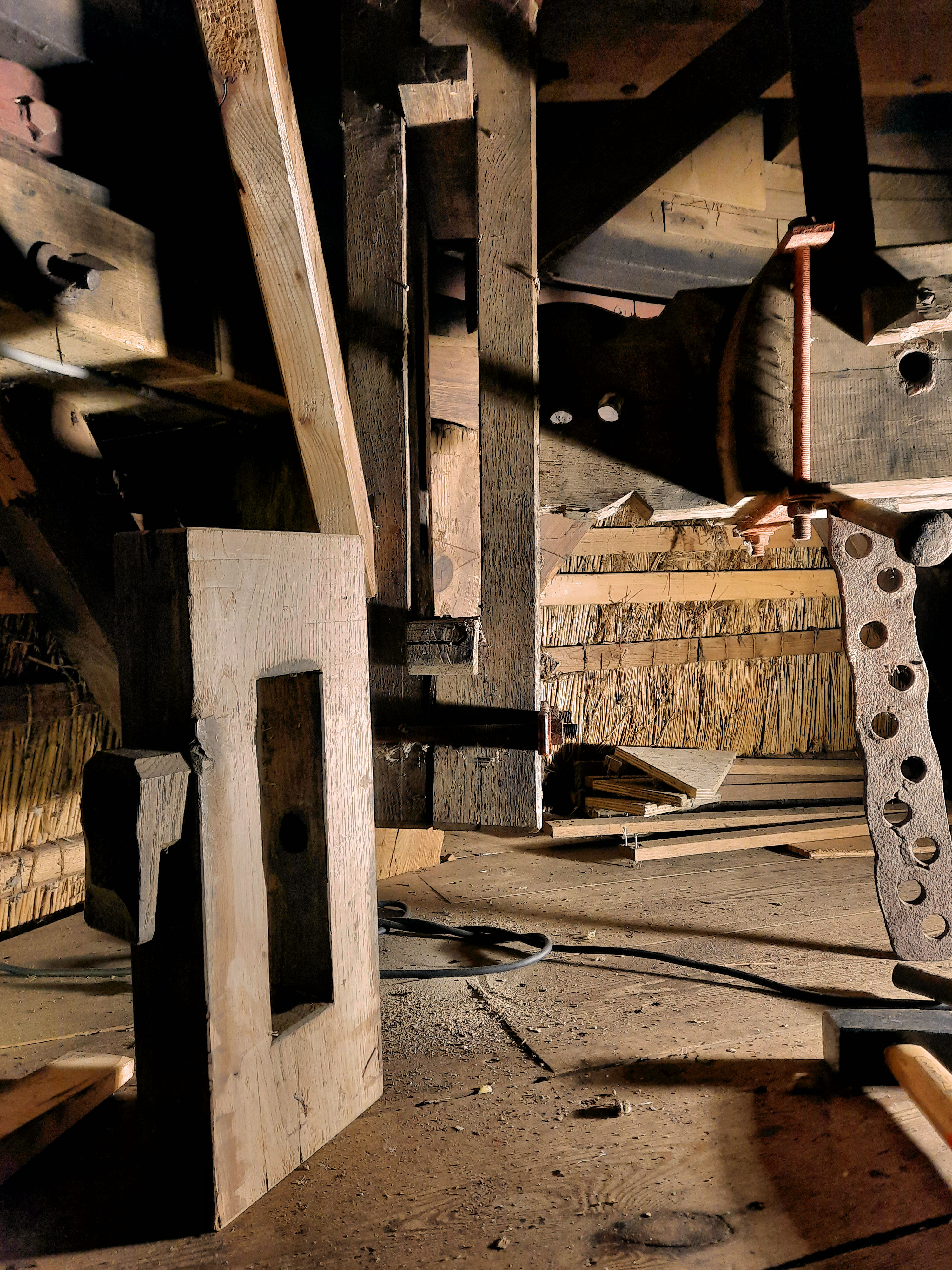
Ezel met gedemonteerde schuif van de Walderveense molen